# Cymbopogon polyneuros
Cymbopogon polyneuros là một loài thực vật có hoa trong họ Hòa thảo. Loài này được (Steud.) Stapf mô tả khoa học đầu tiên năm 1906.